# Murat, Cantal
Murat je naselje in občina v osrednjem francoskem departmaju Cantal regije Auvergne. Leta 2006 je naselje imelo 2.077 prebivalcev.

## Geografija
Kraj leži v pokrajini Haute-Auvergne ob reki Alagnon, 49 km severovzhodno od Aurillaca.

## Uprava
Murat je sedež istoimenskega kantona, v katerega so poleg njegove vključene še občine Albepierre-Bredons, Celles, Chalinargues, La Chapelle-d'Alagnon, Chastel-sur-Murat, Chavagnac, Cheylade, Le Claux, Dienne, Laveissenet, Laveissière, Lavigerie, Neussargues-Moissac in Virargues s 6.353 prebivalci.
Kanton Murat je sestavni del okrožja Saint-Flour.

## Zanimivosti
- srednjeveško središče kraja:
  - kolegial Notre-Dame des Oliviers iz 12. do 14. stoletja,
  - nekdanji dominikanski samostan sv. Katarine Sienske,
  - živalski muzej Maison de la faune,
- srednjeveški grad Château d'Anterroches iz 15. stoletja.

## Pobratena mesta
- Olonne-sur-Mer (Vendée, Francija);